# Kichenside-Gletscher
Der Kichenside-Gletscher ist ein 24 km langer und bis zu 8 km breiter Gletscher an der Küste des ostantarktischen Enderbylands. Er fließt in nordöstlicher Richtung in den südlichen Abschnitt des Hannan-Schelfeises. 
Luftaufnahmen der Australian National Antarctic Research Expeditions aus dem Jahr 1956 dienten seiner Kartierung. Das Antarctic Names Committee of Australia benannte ihn nach James Charles Kichenside, Staffelführer der Royal Australian Air Force auf der Mawson-Station im Jahr 1960.